# Liste von Brücken in Hamburg/Z

## Z
| Foto | Name, Kurzbeschreibung | Nutzung                 | (Erst)Bau | Stadtteil, Lage                                              |
| ---- | --- | ----------------------- | --------- | ------------------------------------------------------------ |
|      | Die Zitadellenbrücke ist eine Drehbrücke, die über den Lotsenkanal im Harburger Hafen führt. | Fußgänger und Radfahrer | 2016      | Hamburg-Harburg (53° 28′ 2″ N, 9° 59′ 7″ O)                  |
|      | Zollenbrücke (Z044) Die Brücke führt über das ehemalige Grönigerstraßenfleet neben dem Nikolaifleet. Ein Vorgängerbau wurde erstmals 1355 erwähnt. Die Brücke steht seit 1954 unter Denkmalschutz.                                                            | Straße                  | 1355      | Hamburg-Altstadt (53° 32′ 52″ N, 9° 59′ 37″ O)               |
|      | Zweite Amsinckbrücke Die Brücke führt die gleichnamige Straße über den Mittelkanal. Die Amsinckstraße ist nach dem Hamburger Senatssyndikus Wilhelm Amsinck benannt.                                                                                          | Straße                  | 1930      | Hammerbrook (53° 32′ 43″ N, 10° 1′ 0″ O)                     |
|      | Zweite Ausschläger Brücke Diese Brücke führt die gleichnamige Straße über den Südkanal und steht unter Denkmalschutz. | Straße                  | 1930      | Hammerbrook (53° 32′ 54″ N, 10° 2′ 16″ O)                    |
|      | Zweite Borstelmannbrücke Mit dieser Brücke quert der Borstelmannsweg, benannt nach einem lokalen Grundeigentümer, den Südkanal. | Straße                  | 1930      | Hamm (53° 32′ 55″ N, 10° 3′ 5″ O)                            |
|      | Zweite Diagonalbrücke Die Zweite Diagonalbrücke führt die Diagonalstraße über den Rückerskanal in Hamm-Süd. | Straße                  | 1930      | Hamm (53° 32′ 53″ N, 10° 3′ 39″ O)                           |
|      | Zweite Grevenbrücke Der Name der Brücke geht auf den Straßennamen Grevenweg zurück. Die Bezeichnung „Greven“ deutet auf die ehemaligen Eigentümer, die Grafen von Holstein zurück.                                                                            | Straße                  | 1930      | Hammerbrook, Hamm (53° 32′ 57″ N, 10° 2′ 35″ O)              |
|      | Zweite Hammerbrookbrücke Die Brücke führt in Nähe der S-Bahn-Station Hammerbrook über den Mittelkanal. | Straße                  | 1930      | Hammerbrook (53° 32′ 50″ N, 10° 1′ 24″ O)                    |
|      | Zweite Heidenkampbrücke Mit dieser Brücke quert der Heidenkampsweg den Mittelkanal zwischen Süderstraße und Wendenstraße. Die Erste Heidenkampbrücke gibt es nicht mehr. Sie führte über den nach dem Krieg zugeschütteten Nordkanal (jetzt Nordkanalstraße). | Straße                  | 1930      | Hammerbrook (53° 32′ 55″ N, 10° 1′ 41″ O)                    |
|      | Zweite Luisenbrücke Eine Brücke zwischen Sorbenstraße und Süderstraße, die im Stadtteil Hamm über den Südkanal führt. Die Brücke ist nach dem Luisenweg benannt.                                                                                              | Straße                  | 1930      | Hamm (53° 32′ 56″ N, 10° 2′ 47″ O)                           |
|      | Zweite Nagelsbrücke Die Brücke ist nach dem Nagelsweg benannt, mit dem sie den Mittelkanal überquert. | Straße                  | 1930      | Hammerbrook (53° 32′ 47″ N, 10° 1′ 12″ O)                    |
|      | Zweite Osterbrookbrücke überquert mit der Straße Osterbrook zwischen Wendenstraße und Süderstraße den Südkanal. Ehemals eine Straßenbrücke, nach dem Krieg nur als reine Fußgängerbrücke wieder aufgebaut.                                                    | Fuß- und Radweg         |           | Hamm (53° 32′ 53″ N, 10° 3′ 18″ O)                           |
|      | Zweite Peuter Brücke Die Brücke ist nach dem Peutekanal benannt, den sie mit der Hovestraße überquert. Es ist die südliche der beiden Peuter Brücken. | Straße                  | 1914      | Veddel (53° 31′ 25″ N, 10° 1′ 41″ O)                         |
|      | Zweite Querkanalbrücke ist die östliche der beiden Querkanalbrücken und quert den gleichnamigen Kanal im Verlauf des Worthdamms. | Straße, Eisenbahn       | 1893      | Kleiner Grasbrook, Steinwerder (53° 31′ 57″ N, 9° 58′ 55″ O) |
|      | Zweite Rugenberger Schleusenbrücke führte über die mittlerweile zugeschüttete südliche Schleusenkammer | Straße, Eisenbahn       | 1913      | Waltershof (53° 31′ 23″ N, 9° 56′ 4″ O)                      |

- Karte mit allen Koordinaten:
- OSM |
- WikiMap